# Cerkiew Narewskiej Ikony Matki Bożej w Narwie
Cerkiew Narewskiej Ikony Matki Bożej – prawosławna parafialna cerkiew w Narwie, należąca do eparchii narewskiej Estońskiego Kościoła Prawosławnego. Świątynia parafialna.
Prace budowlane nad świątynią rozpoczęły się w końcu 1999 (22 października miało miejsce uroczyste poświęcenie kamienia węgielnego). Autorem projektu dwupoziomowej świątyni był Pawieł Grigoriew, zaś postępy prac nadzorował Andriej Prokopowicz. 10 listopada 2001 metropolita Tallinna i całej Estonii Korneliusz (Jakobs) poświęcił dolną świątynię, której patronem został św. Jan Kronsztadzki. 17 maja 2003 została konsekrowana górna cerkiew, poświęcona Narewskiej Ikonie Matki Bożej – zaginionej po 1944 ikonie maryjnej uważanej przez Rosyjski Kościół Prawosławny za cudotwórczą.